# Spangdahlem Air Base

i7
i11
i13

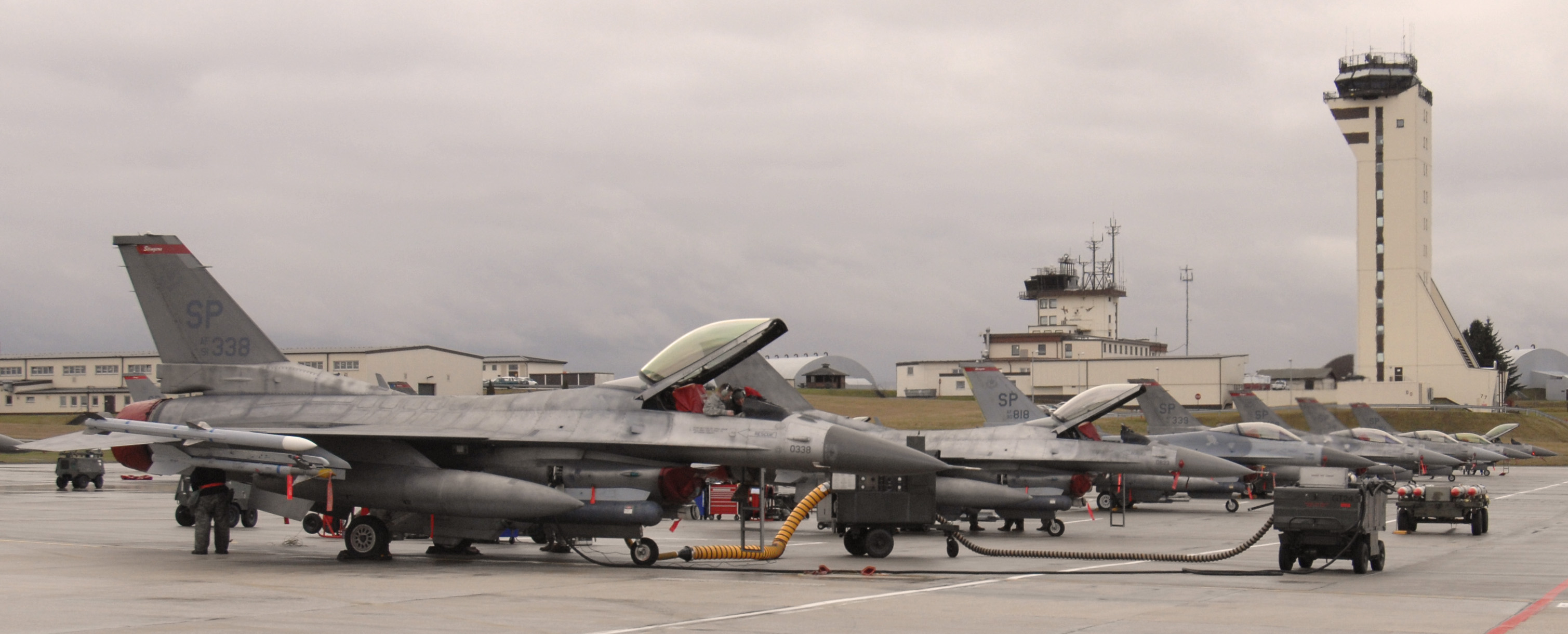
Der neue Tower (ganz rechts) und der ältere der Spangdahlem Air Base und hier stationierte F-16C-Kampfflugzeuge im Februar 2010

Die Air Base Spangdahlem (IATA-Code: SPM, ICAO-Code: ETAD) ist eine Einrichtung der US-Luftwaffe (US Air Force), die an den Ort Spangdahlem in Rheinland-Pfalz zwischen Bitburg, Trier und Wittlich grenzt. Die hier stationierten Einheiten sind Teil der 3rd Air Force mit Sitz auf der Ramstein Air Base und Teil der United States Air Forces in Europe (USAFE) mit dem Hauptquartier ebendort.

## Auftrag und Flugzeuge
Neben der Nutzung für das Jagdgeschwader ist die Basis Umschlagplatz für Transportflugzeuge.
Kommodore der Basis und des 52nd Fighter Wing (52. Jagdgeschwader), dem Hauptnutzer, ist Colonel William D. Lutmer. 

### 52nd Fighter Wing
Das Geschwader hat die Aufgabe, in Konfliktfällen unter anderem sogenannte SEAD-Missionen – auch Wild Weasel genannt – durchzuführen, also die Unterdrückung gegnerischer Luftverteidigung sicherzustellen. Um diesem Auftrag gerecht zu werden, sind in Spangdahlem General Dynamics/Lockheed Martin F-16 Fighting Falcon neuester Generation (F-16CM/DM Block 50) stationiert. Das 52nd FW gliedert sich in die 52nd Operations Group, die 480th Fighter Squadron (480. Jägerstaffel m. 28 F-16CM/DM), die 726th Air Mobility Squadron (keine eigenen Flugzeuge), die 606th Air Control Squadron (Luftüberwachungsstaffel u. a. 2 mobile Radaranlagen TPS-75) wird demnächst auf die Aviano Air Base verlegt. Hintergrund war die geplante Stationierung der 352nd Special Operations Group aus Mildenhall mit jeweils zehn Lockheed MC-130J Commando II und Bell-Boeing V-22 Osprey, welche mittlerweile aber auf Eis gelegt ist.
Neben diesen Einheiten gehören noch Unterstützungseinheiten zum 52nd FW, wie die 52nd Maintenance Group (Wartungseinheiten), die 52nd Medical Group (medizinische Versorgung), die 52nd Mission Support Group (diverse Unterstützungseinheiten für Sicherheit, Logistik usw.) und die 38th Munitions Support Group. Sie ist unter anderem für die Sicherheit amerikanischer Atomwaffen zuständig und hat vier Untereinheiten in Kleine Brogel (Belgien), Stützpunkt des belgischen 10. Taktischen Geschwaders mit F-16, Büchel (Deutschland), Stützpunkt des deutschen taktischen Luftwaffengeschwaders 33 mit Tornados, Volkel (Niederlande) Stützpunkt der niederländischen 306., 311., 312. und 313. Staffel mit F-16 und in Ghedi (Italien), Stützpunkt der italienischen 154º und 102º Gruppo/6º Stormo mit Tornados.

### Air Mobility Command
Zusätzlich unterstützt das Air Mobility Command Fracht- und Truppentransporte mit der 726th Air Mobility Squadron und stellt Führungs-, Wartungs- und Umschlagskapazität für alle Transportflugzeugtypen des AMC zur Verfügung.

## Infrastruktur
Zu der vorhandenen Infrastruktur zählen unter anderem über 500 Gebäude, eine Start- und Landebahn (04/22) mit den Maßen 3055 m × 45 m, ein 2461 m langer, parallel verlaufender Rollweg sowie 72 Hardened Aircraft Shelter.
Auf der Basis arbeiten ungefähr 4000 Amerikaner und mehr als 800 deutsche Angestellte. Etwa 7000 Familienangehörige der Amerikaner leben ebenfalls auf oder in der Nähe der Basis.
Auf dem Areal der Spangdahlem Air Base befinden sich auch je ein Rundfunksender des AFN für UKW und Mittelwelle. Der Mittelwellensender befindet sich südlich vom westlichen Ende der Flugpiste bei 49.960104 N 6.682697 O. Er war der letzte in Deutschland errichtete Mittelwellensender und war von 2013 bis 2015 auf der Frequenz 1143 kHz mit 300 W Sendeleistung in Betrieb. Seit 2015 ist die Anlage funktionslos.
Der UKW-Sender des AFN liegt östlich des Haupttors der Spangdahlem Air Base und nutzt als Antennenträger einen frei stehenden Stahlfachwerkturm bei 49.981896 N 6.689459 O. Er sendet auf der Frequenz 105,1 MHz mit 1 kW Sendeleistung.

## Geschichte

### Aufbau und Kalter Krieg
Im Jahr 1951 begannen französische Besatzungstruppen mit dem Bau eines Flugplatzes. Erste Landungen fanden schon 1952 statt; der Platz wurde jedoch erst 1953 fertiggestellt. Im selben Jahr wurde das US-amerikanische 10. Taktische Aufklärergeschwader (10th Tactical Reconnaissance Wing, Abkürzung: 10th TRW) aus Toul kommend stationiert, es wurde schon 1959 wieder abgezogen. Ab Ende 1954 kam für knapp ein Jahr eine F-86F-Staffel des 388th Fighter-Bomber Wing hinzu, dessen vorgesehene Einsatzbasis Etain noch nicht fertiggestellt war. In Niederstedem wurde 1954 ein Tanklager für die Air Base errichtet, in dem es im selben Jahr zu einer schweren Explosion kam.

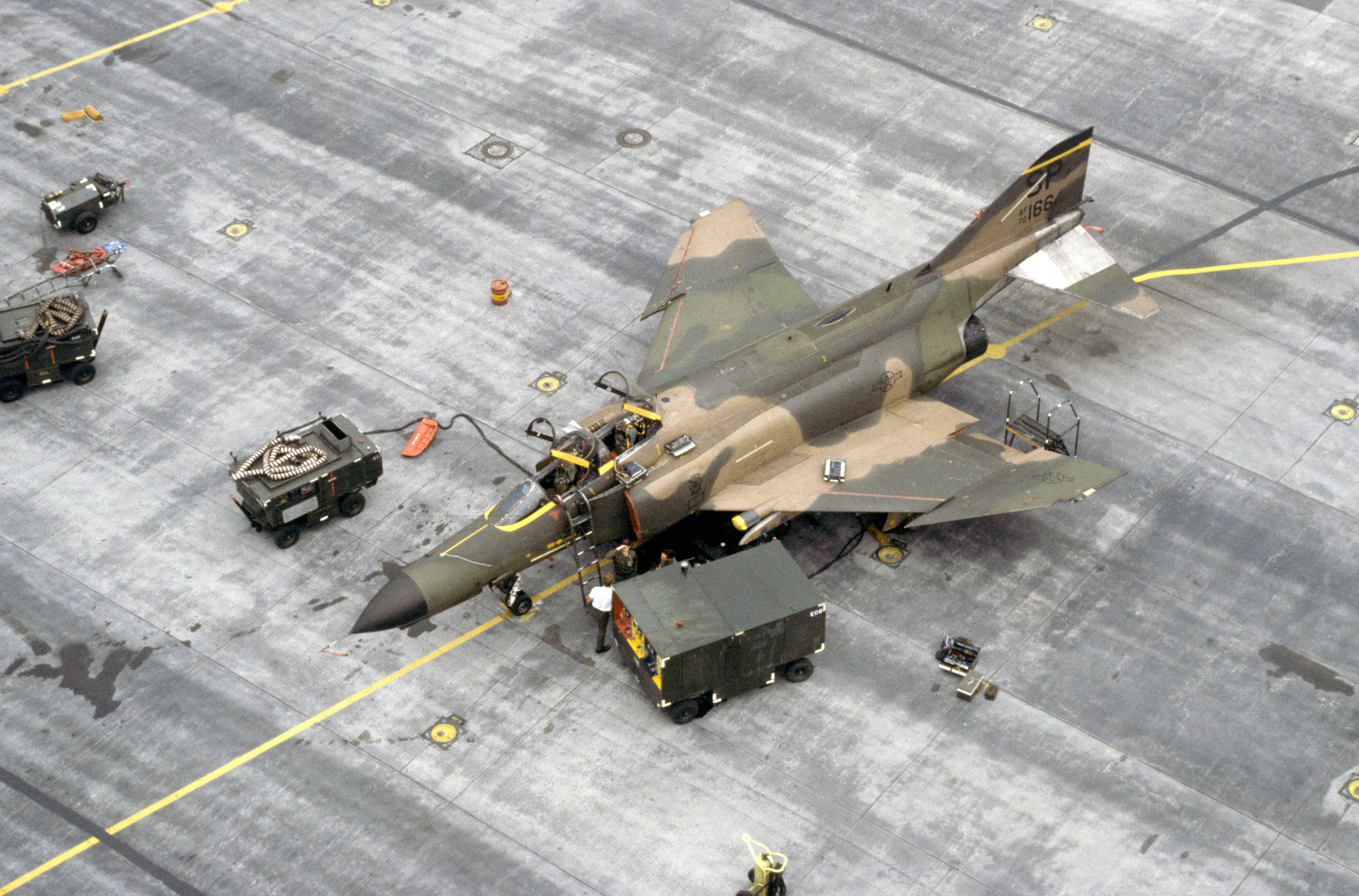
Eine McDonnell F-4E Phantom II auf der Spangdahlem Air Base im März 1985

Gleichzeitig wurde das 49. Taktische Jagdgeschwader (49th Tactical Fighter Wing, Abkürzung: 49th TFW) nach Spangdahlem beordert. Im Jahr 1968 wurde dieses auf die Holloman Air Force Base in New Mexico umstationiert. Es folgte eine dreijährige Übergangszeit, die vom 49th TFW geprägt war, bevor 1971 der 52nd Tactical Fighter Wing aktiviert wurde. Nach der Schließung der Bitburg Air Base 1994 wurde Spangdahlem bis 1999 die 53rd Fighter Squadron zugeteilt. Auch die 606. Radarüberwachungseinheit (606th Air Control Squadron) wurde von dort nach Spangdahlem verlegt und besteht dort bis heute. Die heutige Bezeichnung „52nd Fighter Wing“ geht auf eine Umbenennung im Jahre 1991 zurück.

### Ab 1990
Mit der Schließung der Rhein-Main Air Base in Frankfurt im Jahr 2005 wurde im Rahmen des „Rhein-Main Transition Program“ die Frankfurter Drehscheibenfunktion für Fracht- und Truppentransporte des Air Mobility Command auf die Ramstein Air Base (70 %) und nach Spangdahlem (30 %) verlegt. Im November 2005 landete die erste C-17 Globemaster III in Spangdahlem.
Aufgrund struktureller Änderungen innerhalb der US Air Force Europe (USAFE) veränderte sich auch Spangdahlem. Herausragende Bedeutung besaßen hierbei vor allem die Projekte „Eifel Evolution 2010“, bzw. das Verlegungsprogramm (Rhein-Main Transition Program).
Im Jahr 2009 hat die Royal Canadian Air Force (RCAF) ein Angebot der US-Streitkräfte angenommen, die Air Base ebenfalls als eine Drehscheibe für den Transit und die Bereitstellung von Transportflugzeugen in Europa mitzubenutzen. Dies soll auch den kanadischen Streitkräften helfen, ihre weltweit im Einsatz befindlichen Truppen zu versorgen. Nach einer Vereinbarung mit Deutschland und den USA begann Kanada mit der Umsetzung dieses Vorhabens. Im selben Jahr waren die Kanadier mit 2500 Soldaten in Afghanistan stationiert. Die Nutzung Spangdahlems wurde umso wichtiger, als die Regierung der Vereinigten Arabischen Emirate den Kanadiern ab November 2010 (aufgrund von Streitigkeiten bzgl. der Landerechte ihrer Fluglinien Emirates und Etihad) die weitere Nutzung des „Camp Mirage“ untersagte. Mit Beginn der russischen Invasion in der Ukraine verlagerte die RCAF den Schwerpunkt ihrer europäischen Aktivitäten 2022 nach Prestwick.

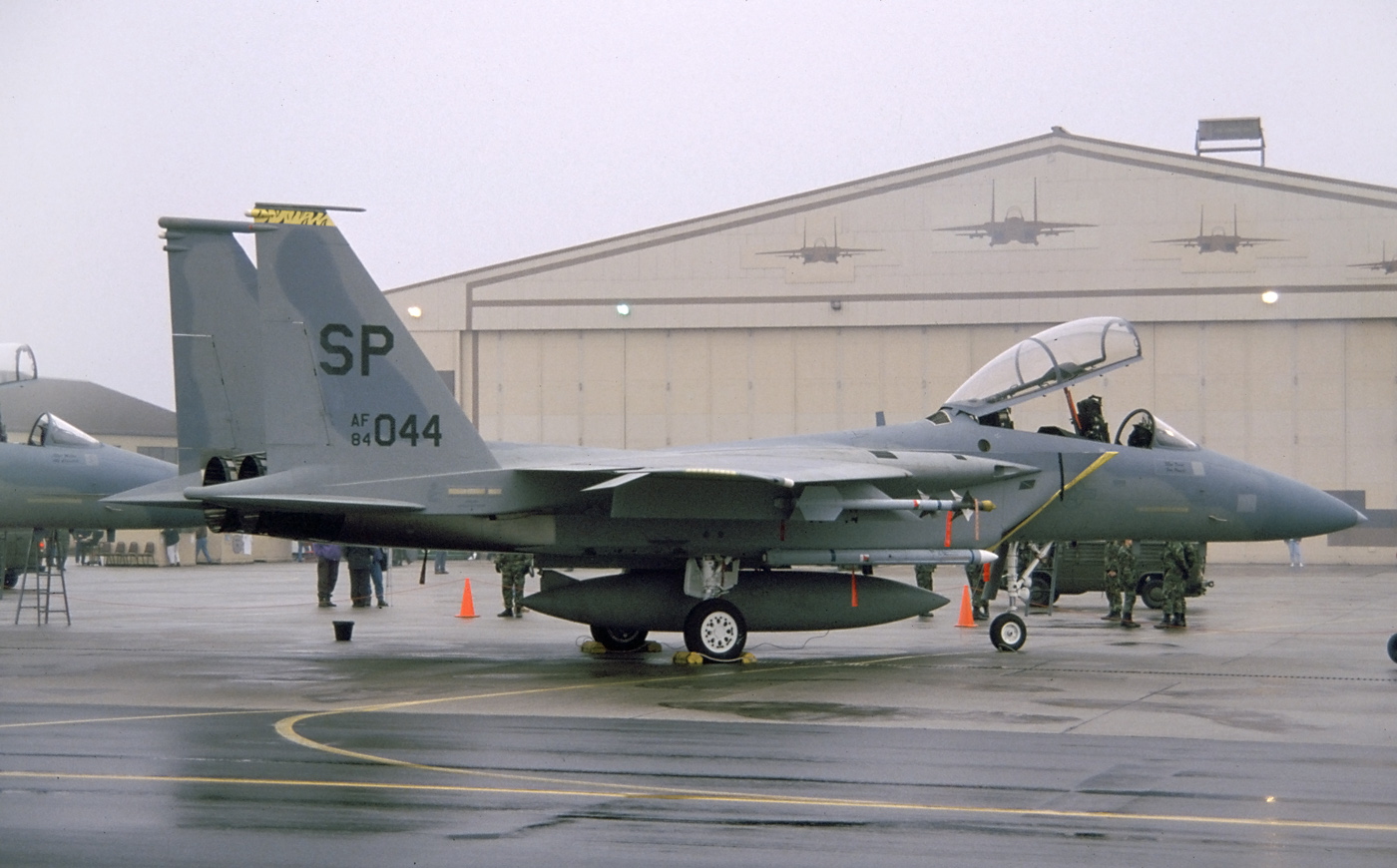
Die 53rd Fighter Squadron mit ihren F-15C Eagle zieht im Februar 1994 von der Bitburg Air Base (im Bild) zur nahen Spangdahlem Air Base um
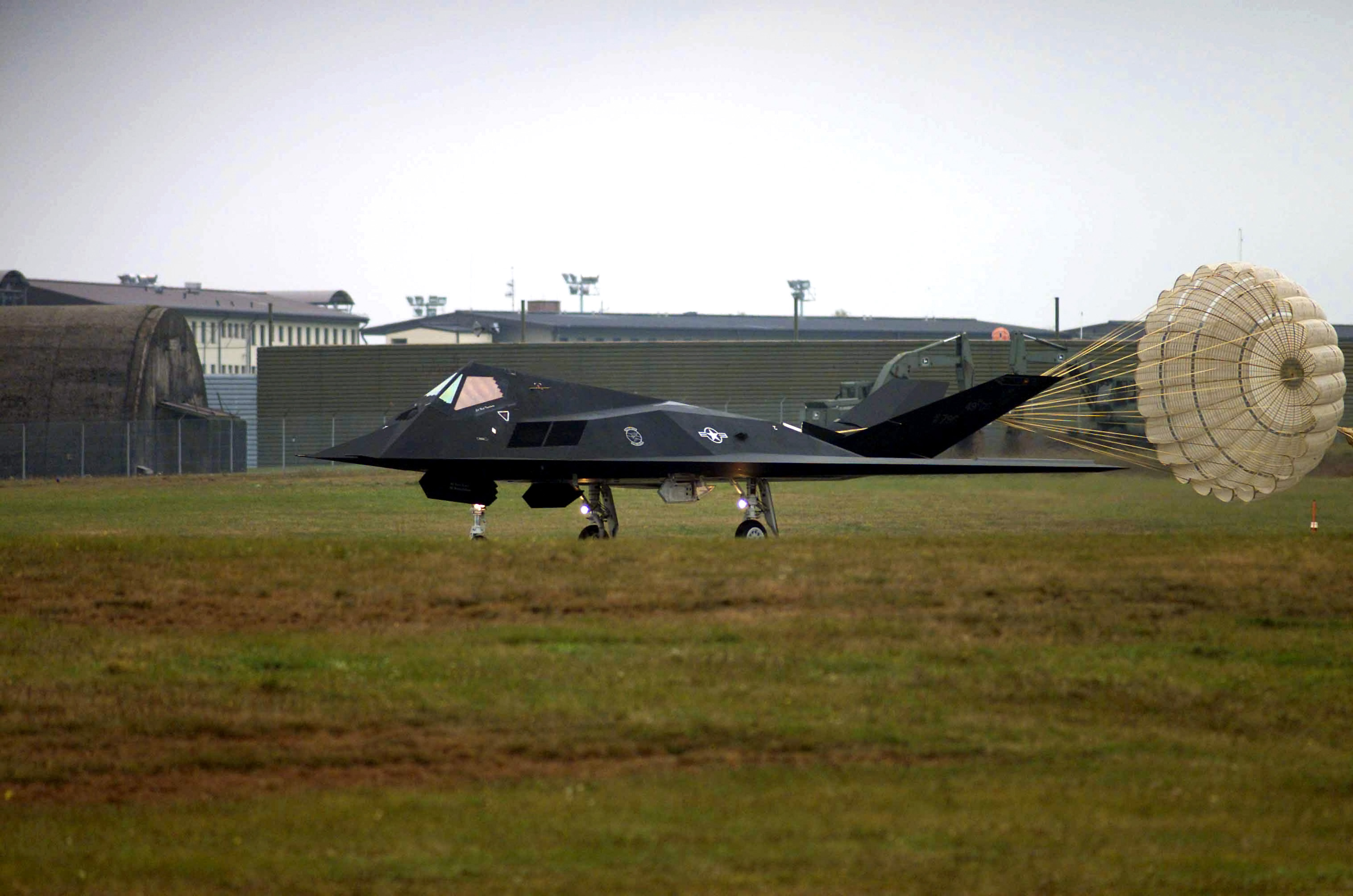
Landung einer F-117 Nighthawk in Spangdahlem im Oktober 2002 – dieser allererste Tarnkappen-Jet wurde im April 2008 stillgelegt
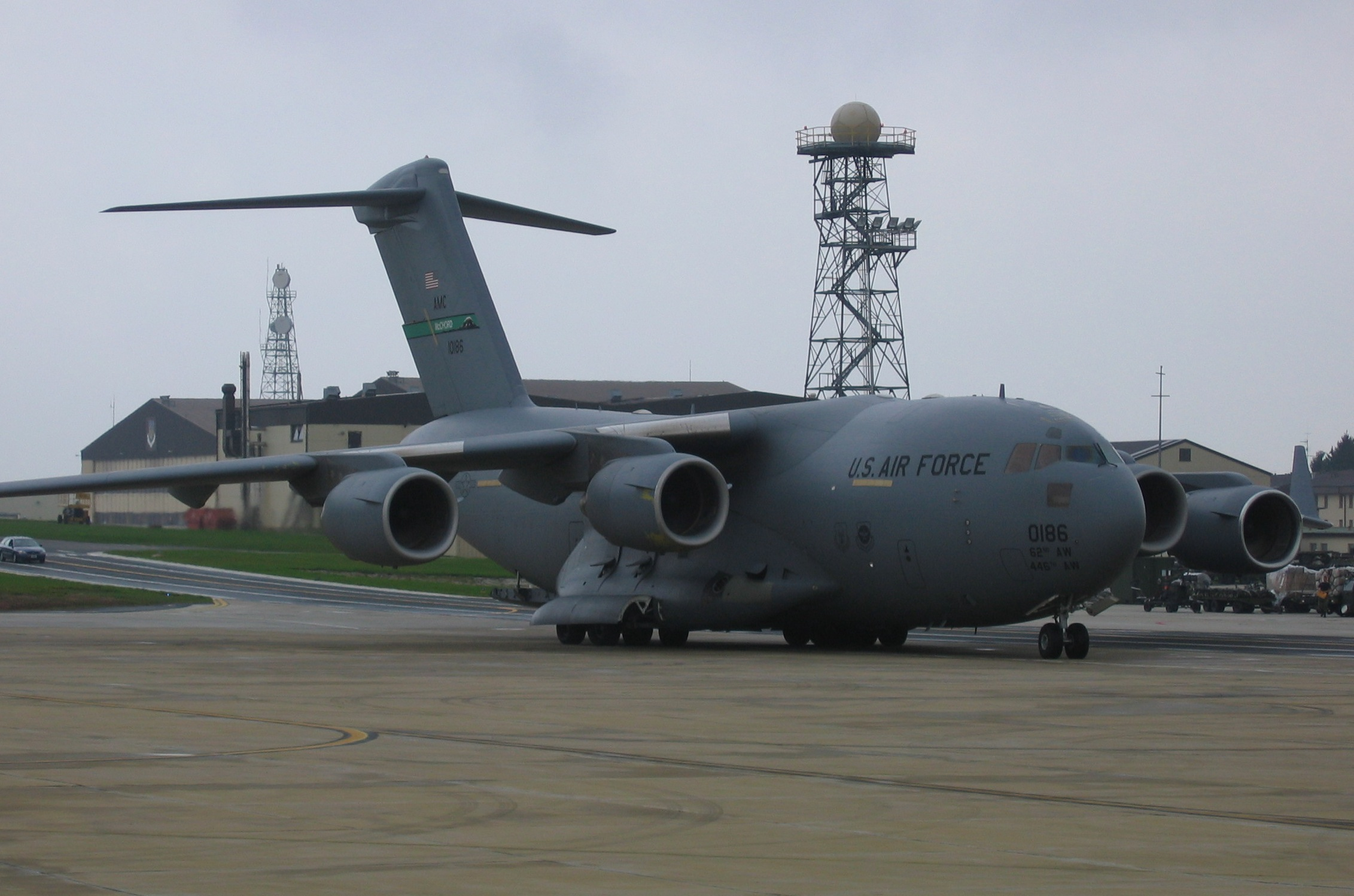
Nach dem Ausbau 2005 können nun auch große Transportmaschinen wie die C-17 (im Bild) und die C-5 Galaxy problemlos auf der Air Base landen
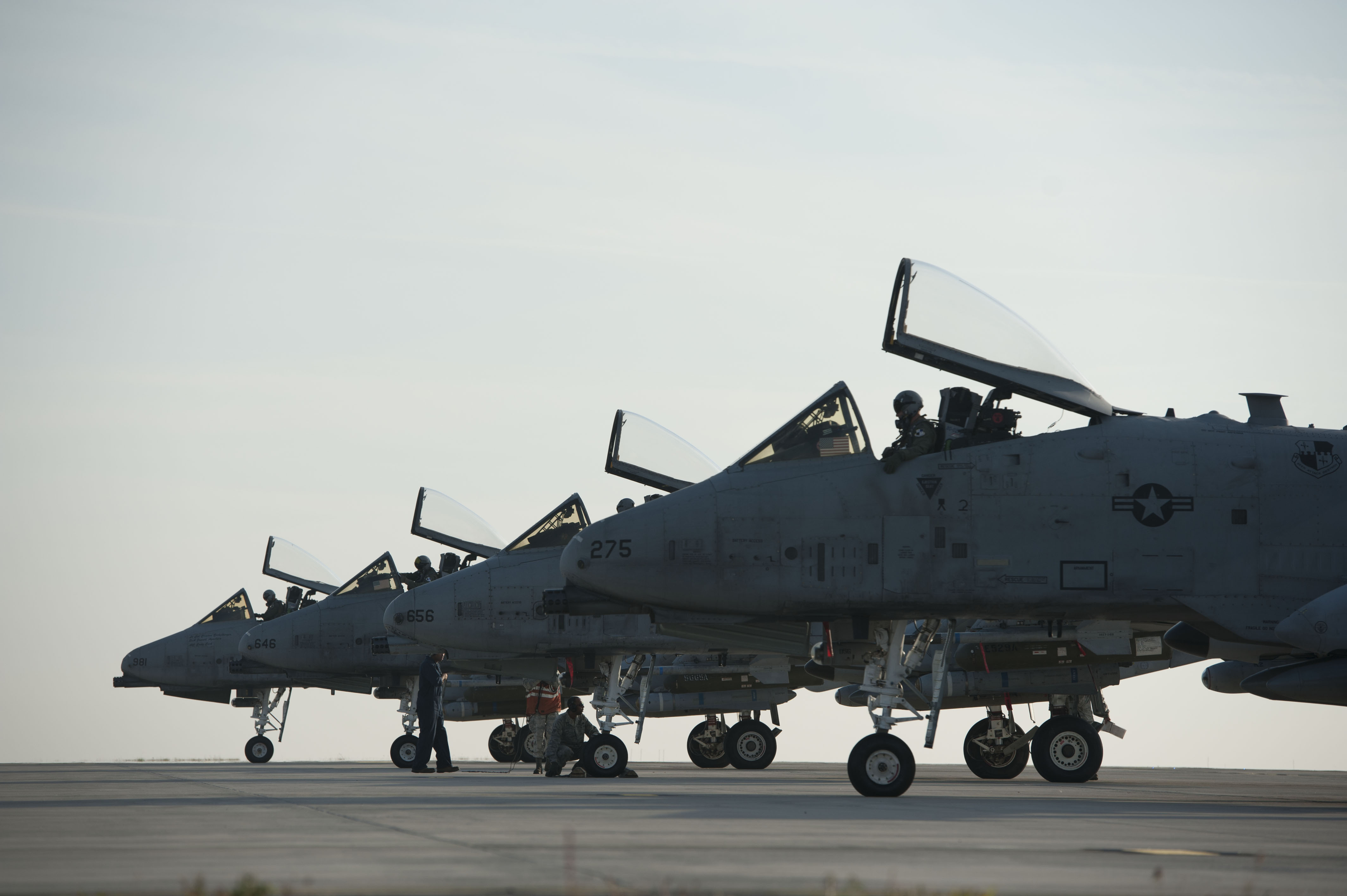
Mehrere A-10 Thunderbolt II der 81st Fighter Squadron von und auf der Spangdahlem Air Base im April 2008

### Ab 2010
Im Rahmen der Reduktion der aktiven Kampfflugzeugflotte der USAF begann im Frühjahr 2010 der Abzug einer F-16-Staffel mit der Verlegung von 18 Maschinen nach Duluth, Minnesota. 575 Planstellen waren betroffen; das Programm, das den Neubau von 271 Häusern vorsah, wurde gestoppt. Die 22nd und 23rd Fighter Squadron wurden schließlich im August 2010 zur 480th verschmolzen.
Am 18. Juni 2013 wurde die auf dem US-Luftwaffenstützpunkt stationierte 81st Fighter Squadron „Panthers“ nach insgesamt 71 Stationierungsjahren in Europa aufgelöst, die letzten der ehemals 18 A-10 Thunderbolt II Kampfflugzeuge waren allerdings bereits am 17. Mai 2013 zurück in die USA überführt worden. Das Personal wurde bis zum 31. Dezember 2013 abgezogen. Von der Auflösung der seit 1973 in der Eifel stationierten Staffel waren 500 Menschen betroffen. Im Jahr 2015 kam es auf Grund der Ukraine-Krise im Rahmen eines „Theatre Security Package“ (TSP) nochmals zu einer zeitweiligen Rückkehr von einem guten Dutzend A-10. Diese Maschinen gehörten zum 355th Fighter Wing auf der Davis-Monthan Air Force Base. Sie operierten zwischen Februar und Juli 2015 auch von vorgeschobenen NATO-Basen insbesondere im östlichen Mitteleuropa.
Im Rahmen eines weiteren TSP kam es ab Ende August 2015 zur erstmaligen zeitweisen Stationierung von vier F-22 in Europa. Diese Maschinen gehörten zum 325th Fighter Wing auf der Tyndall Air Force Base in Florida. Im August 2018 kam es erneut zu einer Verlegung mehrerer F-22 von Florida nach Spangdahlem, von wo aus sie ein mehrwöchiges Trainingsprogramm mit anderen NATO-Partnern absolvierten und das erste TSP-Kontingent mit 12 F-35A traf im Juni 2019 in der Eifel ein. Diese Maschinen gehörten zum 388th Fighter Wing auf der Hill Air Force Base in Utah.
Im Zusammenhang mit dem russischen Überfall auf die Ukraine 2022 kam es zu zeitweiligen Stationierungen von u. a. F-35A, KC-135 und EA-18G der Navy.
Auf dem Flugplatz wurden krebserregende PFT-haltige Löschmittel eingesetzt, welche die Böden und Gewässer der Umgebung verseucht haben, sodass mehrere Trinkwasserbrunnen stillgelegt werden mussten sowie Fische aus umliegenden Anglerteichen nicht mehr zum Verzehr geeignet sind.

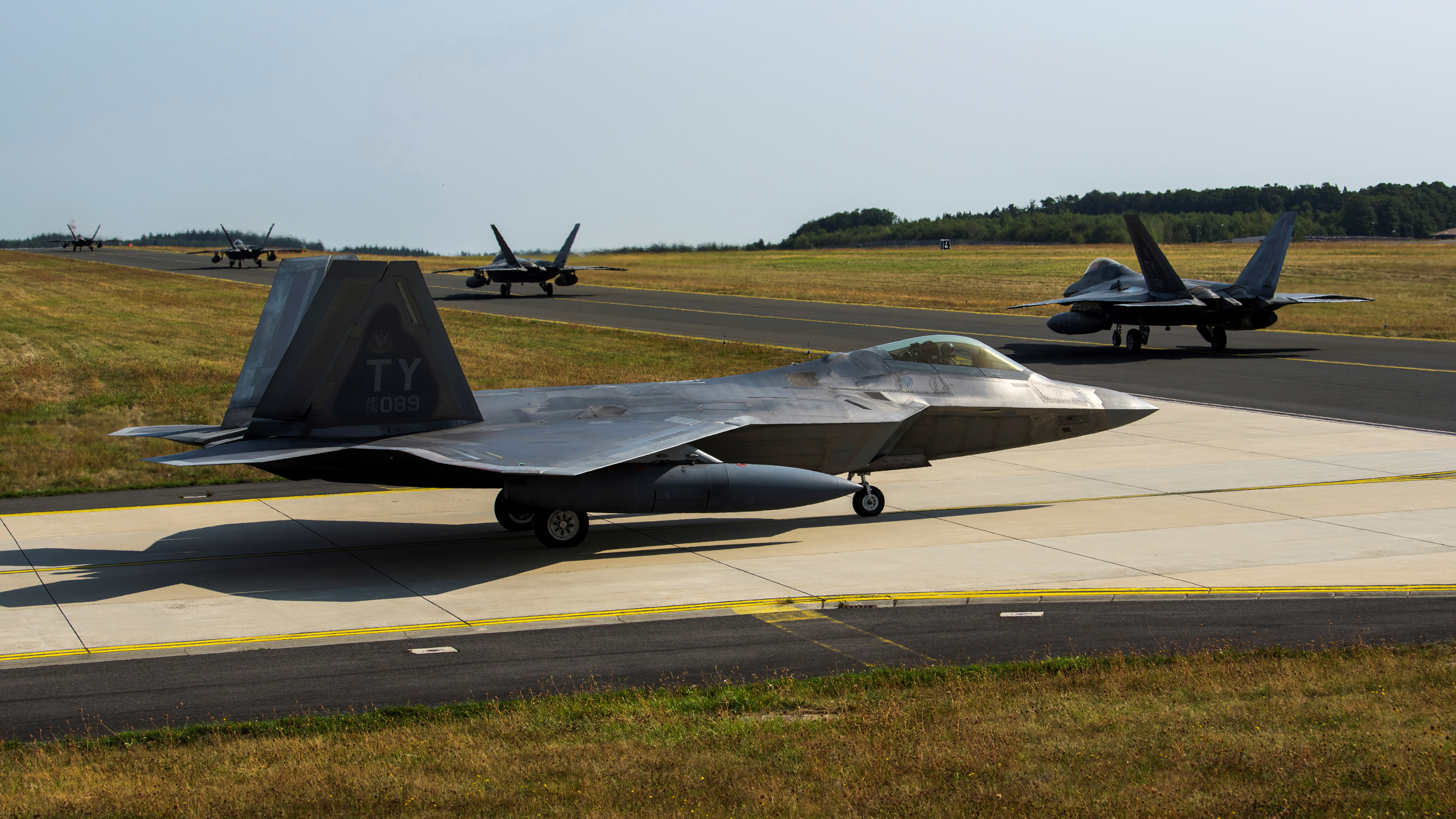
Mehrere F-22 Raptor im August 2018 auf Spangdahlem kurz vor ihrem Rückflug zur Tyndall AFB in Florida
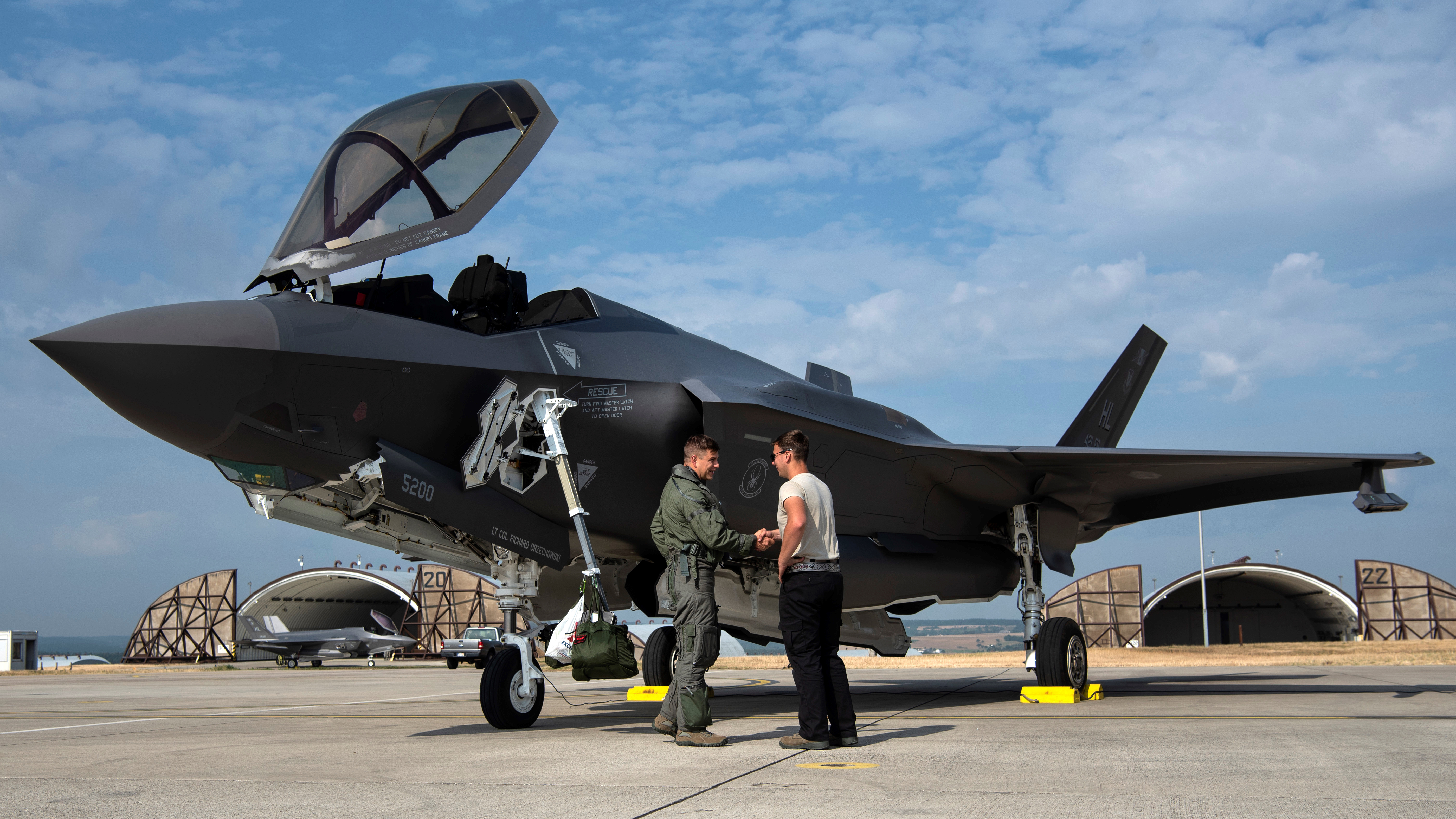
Eine von mehreren F-35A Lightning II der Hill Air Force Base in Utah landet im Juli 2019 auf Spangdahlem
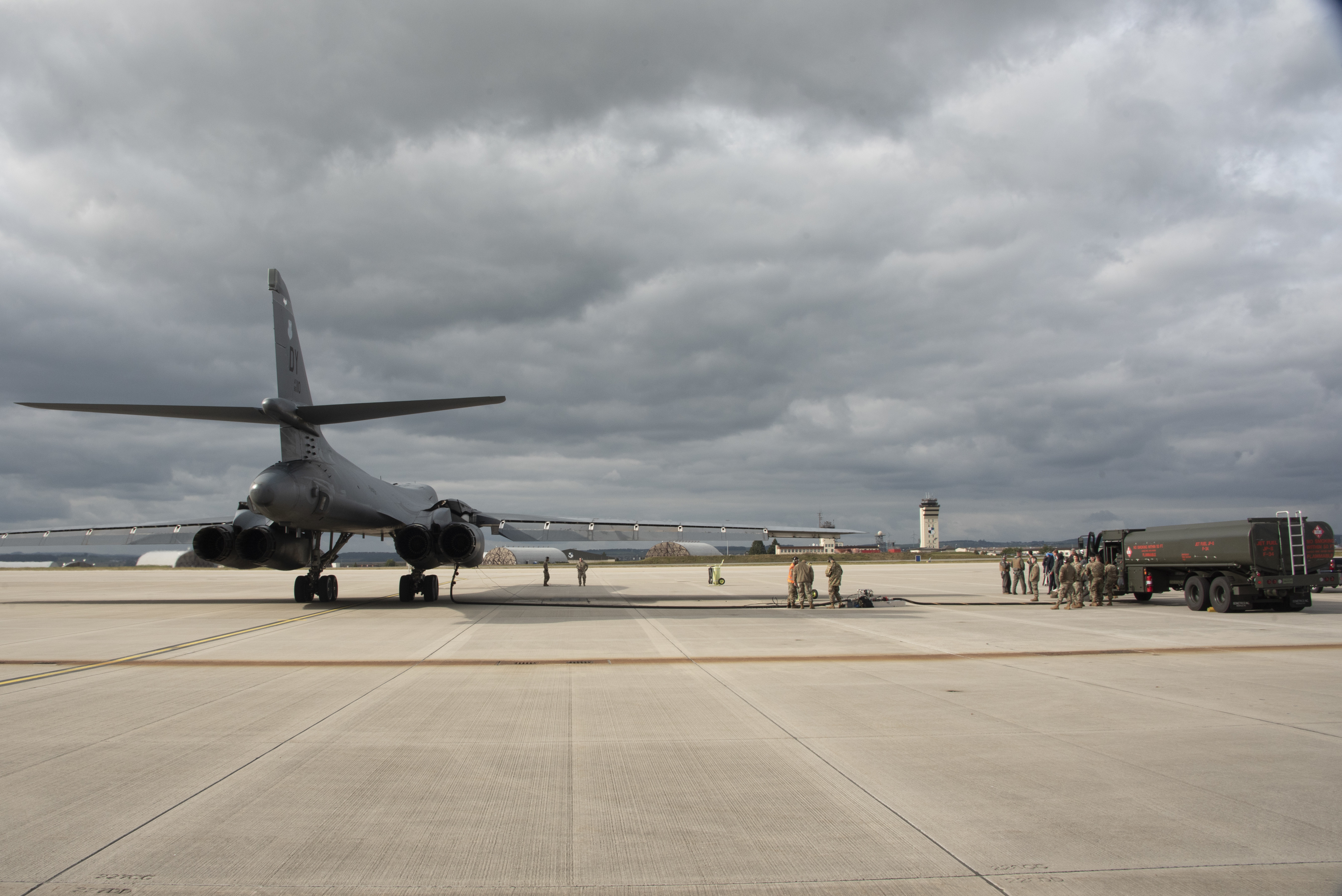
Eine B-1B Lancer der Dyess Air Force Base in Texas wird im Oktober 2021 auf Spangdahlem betankt
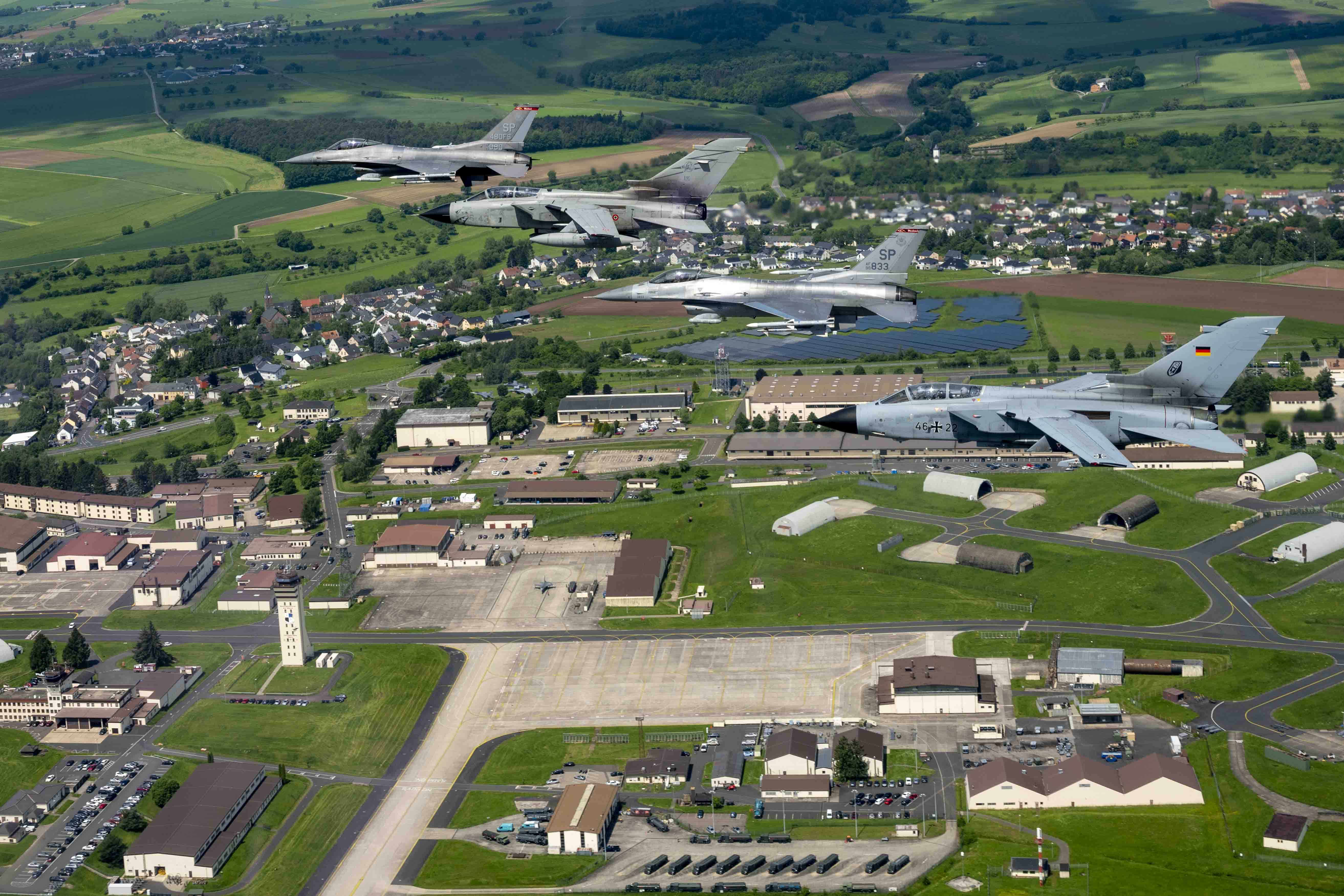
F-16C (Tail code SP) und Panavia Tornado – beide 50 Jahre alt – über der Spangdahlem AB im Mai 2024

### Air Defender 23

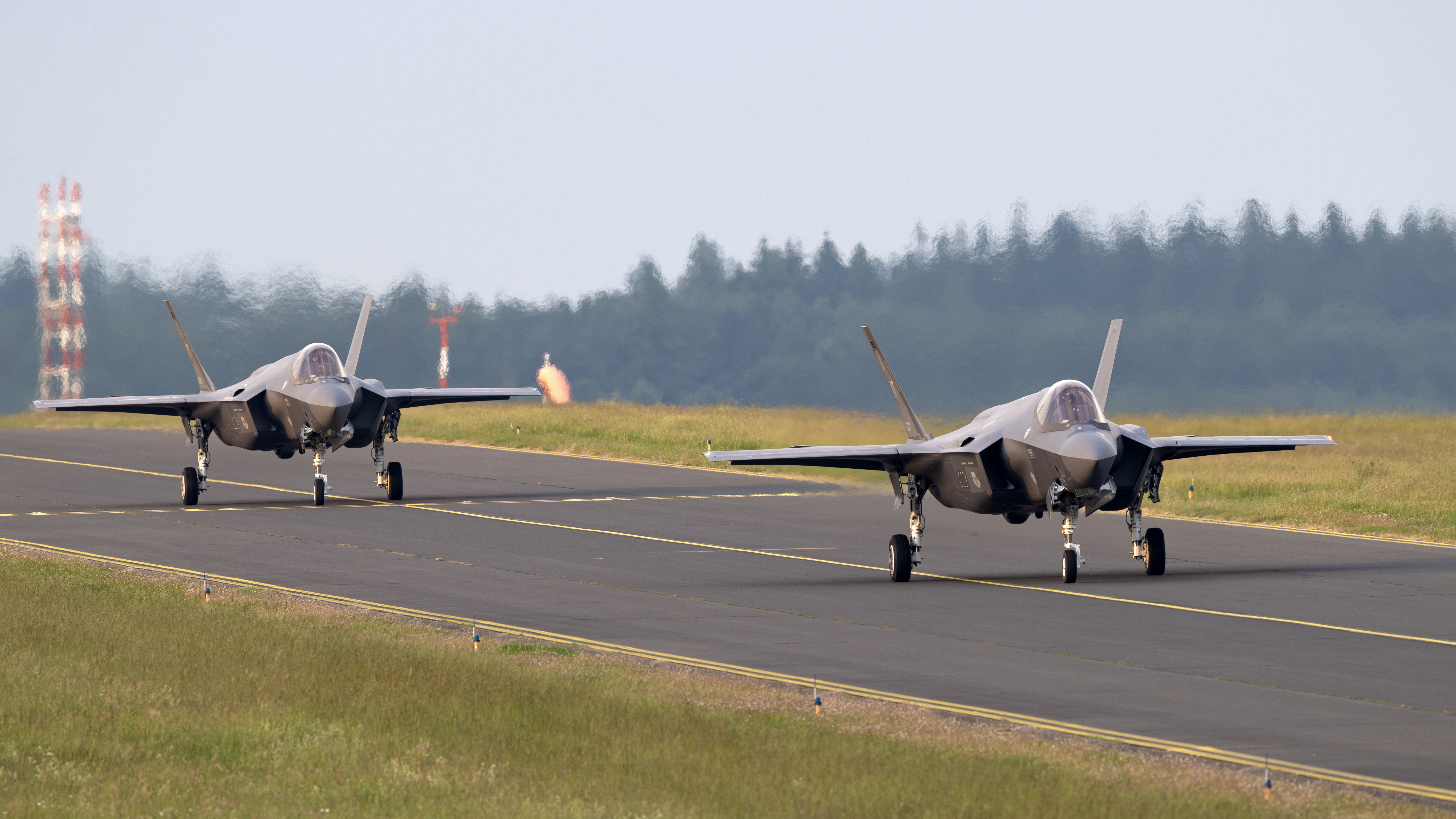
Zwei F-35A Lightning II der Vermont National Guard (VT) im Vorfeld des Manövers Air Defender 23 im Juni 2023

Vom 12. Juni bis zum 23. Juni 2023 war der Flugplatz Teil des Großmanövers Air Defender 23. Die Übung war die größte von Luftstreitkräften seit Bestehen der NATO.

## Zwischenfälle
- Am 8. Juli 1958 stürzte eine Douglas RB-66B Destroyer der United States Air Force (Luftfahrzeugkennzeichen 54-444) im Anflug auf die Spangdahlem Air Base zwei Kilometer vor der Landebahn neben dem Ort Beilingen ab. Alle 3 Besatzungsmitglieder wurden getötet.[21]

- Am 9. Dezember 1958 wurde eine Douglas RB-66B Destroyer der United States Air Force (54-535) bei der Landung auf der Spangdahlem Air Base vor der Landebahn aufgesetzt. Vier Besatzungsmitglieder wurden getötet.[22]

- Am 9. Januar 1961 flog eine C-124C Globemaster II der United States Air Force (Kennzeichen 52-0969) im Anflug auf die Spangdahlem Air Base zu tief, kollidierte mit Bäumen und stürzte auf den Flugplatz. Ursache war eine durch die Piloten falsch vorgenommene Einstellung des Höhenmessers. Alle 15 Insassen überlebten, das Flugzeug war jedoch schrottreif.[23]

- Am 14. Juli 1966 stürzte eine Republic F-105F Thunderchief der US-Luftwaffe (Kennzeichen 63-8310), gestartet von der Spangdahlem Air Base, in der Nähe des baden-württembergischen Ortes Fichtenberg ab (etwa 14 Kilometer südsüdwestlich Schwäbisch Hall). Beide Insassen wurden getötet.[24][25]

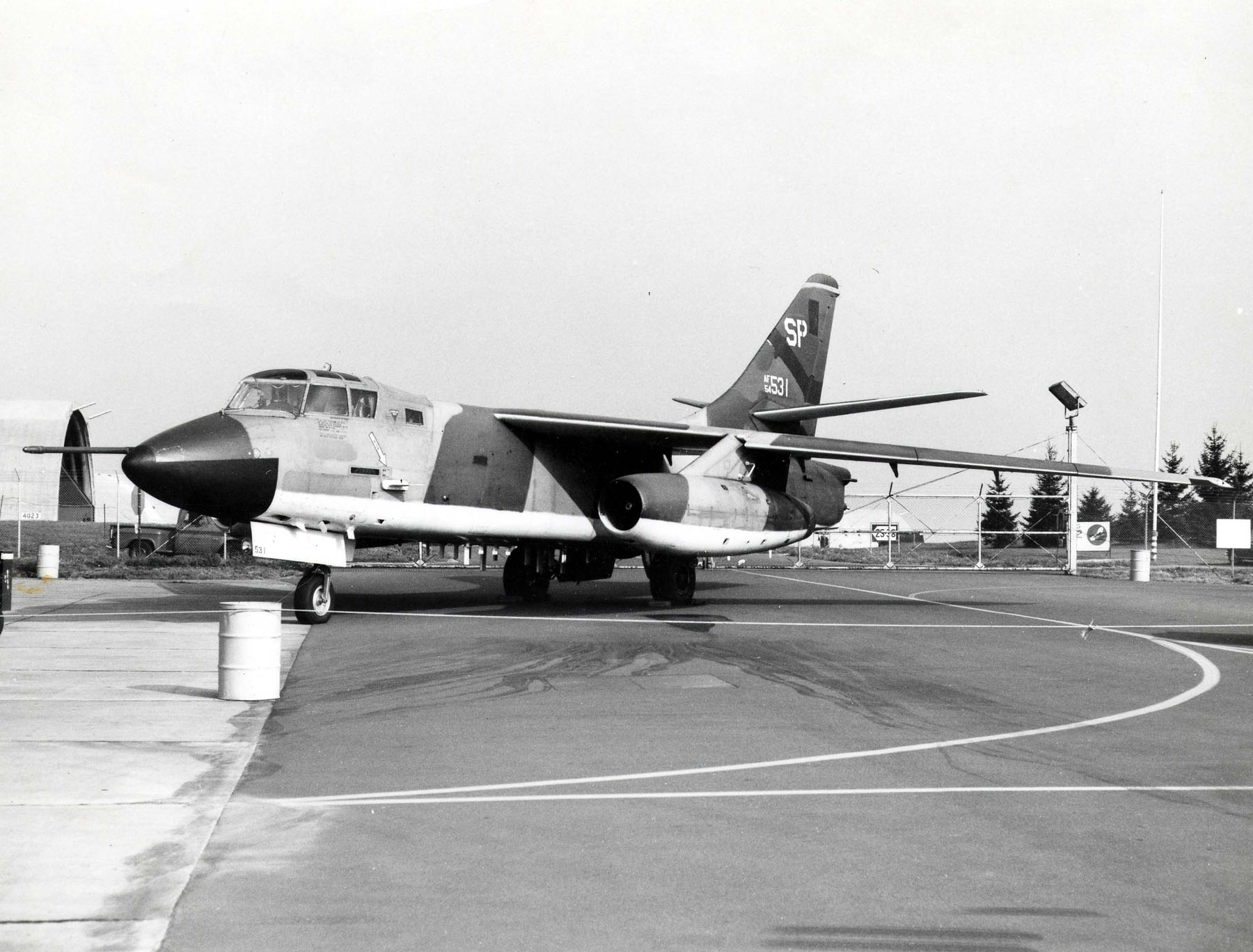
Eine mit der abgestürzten baugleiche Douglas EB-66E Destroyer, Spangdahlem 1972

- Am 9. Oktober 1969 verunglückte eine Douglas EB-66E Destroyer der United States Air Force (54-536) beim Start von der Spangdahlem Air Base. Alle 4 Besatzungsmitglieder wurden getötet.[26]

- Am 28. August 1972 verunglückte eine Douglas EB-66C Destroyer der United States Air Force (55-386) beim Start von der Spangdahlem Air Base. Über Personenschäden ist nichts bekannt.[27]

- 26. Dezember 1985: Absturz einer führerlosen F-4E auf den Friedhof in Herforst.[28]

- Am 30. Mai 1995 kam eine F-15 beim Start von der Startbahn ab und explodierte. Der Pilot kam dabei ums Leben. Unfallursache waren nach einer Wartung falsch befestigte Steuerungsstangen für Quer- und Höhenruder. Ein beteiligter Mechaniker nahm sich später das Leben.[29][30]

- Am 20. März 2002 stürzte beim Landeanflug auf die Spangdahlem Air Base eine F-16 in der Nähe von Landscheid ab. Der Pilot wurde beim Absturz getötet.[30][31]

- Am 14. September 2006 stürzte bei Oberkail eine in Spangdahlem stationierte F-16 nach einem „kontrollierten Ausstieg“ (controlled bailout) des Piloten per Schleudersitz ab.[32] Laut Angaben der Air Force hatte diese beim Start einen Mast gestreift und dadurch das Fahrwerk beschädigt. Infolge dieses Ereignisses wurde bekannt, dass ein Airforce-Operation-Handbuch detailliert die Absturzzonen in der Nähe der Airbase definiert hat, um im Notfall ein Flugzeug möglichst in einem Gebiet mit verringerter Gefährdungswahrscheinlichkeit abstürzen zu lassen. Die F-16 schlug indes nur wenige hundert Meter entfernt vom Ort Oberkail auf, da das Flugzeug sich nicht geradlinig weiterbewegt hatte. Daraufhin einigte man sich mit den deutschen Behörden, in künftigen Notfällen den Truppenübungsplatz Baumholder als Absturzzone zu nutzen (60 Kilometer südöstlich). Ferner wurde die Zusammenarbeit mit der deutschen Feuerwehr und dem THW durch gemeinsame Übungen mit der Flugplatzfeuerwehr verbessert.

- Am 1. April 2011 stürzte eine Fairchild A-10C „Thunderbolt II“ der US Air Force (Kennzeichen 81-0963) bei Laufeld im Kreis Bernkastel-Wittlich auf ein Feld, etwa 25 km nordöstlich der Air Base. Der Pilot rettete sich mit dem Schleudersitz.[33][34]

- Am 11. August 2015 stürzte eine F-16 des 480th Fighter Squadron auf einem Übungsflug vom Stützpunkt Spangdahlem nach Grafenwöhr nahe Engelmannsreuth (Gemeinde Prebitz) in einem Waldgebiet ab.[35][36]

- Am 8. Oktober 2019 stürzte eine F-16 aus Spangdahlem bei einem Routine-Trainingsflug zwischen Trier und Bitburg bei der Ortschaft Zemmer-Rodt in ein Waldgebiet. Der Pilot konnte sich mit dem Schleudersitz retten und wurde leicht verletzt.[37][38]

## Flugzeugtypen in Spangdahlem 1953 bis heute
- RF-80A/F „Shooting Star“, 1953–1955
- RB-26C „Invader“, 1953–1954
- RB-57A „Canberra“, 1954–1957
- RF-84F „Thunderflash“, 1955–1957
- RB-66/WB-66 „Destroyer“, 1957–1959, 1969–1973
- F-100C/D „Super Sabre“, 1959–1961
- F-105D/F „Thunderchief“, 1961–1967
- EF-4C, F-4D/E/G „Phantom II“, 1967–1993
- F-15C/D „Eagle“, 1994–1999
- F-16C/D „Fighting Falcon“, seit 1987
- A/OA-10A „Thunderbolt II“, 1993–2013
- Boeing KC-135R „Stratotanker“, vorübergehend bis heute

## Teilnahme an Einsätzen
- 1991: Operation Desert Storm/Operation Desert Shield (Irak)
- 1992–2003: Operation Southern Watch (ab 27. August 1992) und Operation Northern Watch (ab 1. Januar 1997), die Überwachung der südlichen und nördlichen Flugverbotszonen im Irak
- 1999: Operation Allied Force (Kosovo/Jugoslawien) mit Stationierung von 12 Tarnkappenbombern F-117 Nighthawk von der Holloman Air Force Base
- 2001–heute: Operation Enduring Freedom (hier: in Afghanistan)
- 2003: Operation Iraqi Freedom (Irak)
- 2011: Operation Odyssey Dawn (Libyen)
- 2016: Operation Inherent Resolve